# موسی دادیس کامارا
موسی دادیس کامارا (انگلیسی: Moussa Dadis Camara؛ زادهٔ ۱ ژانویهٔ ۱۹۶۴ یا ۲۹ دسامبر ۱۹۶۸) یک سیاست‌مدار و نظامی اهل گینه است.
کاپیتان دادیس کامارا در یک کودتای بدون خونریزی در دسامبر ۲۰۰۸ قدرت را به دست گرفت ولی پس از کمتر از یکسال در اواخر سپتامبر ۲۰۰۹ تظاهرات آرام هواداران مخالفین در کوناکری به شدت توسط نیروهای امنیتی و پلیس گینه سرکوب شد. این حادثه خونین خشم و اعتراض گسترده جامعه بین‌المللی را برانگیخت. آلفا کنده رئیس جمهور فعلی که پیشرو مخالفین این کشور بود تصمیم گرفت در جهت خارج کردن قدرت از دست نظامیان و در مسیر دمکراسی گام بردارد. در حادثه سوءقصد به جان دادیس کامارا وی در ۳ دسامبر ۲۰۰۹ به دست یکی از نظامیان نزدیک خود به نام ابوبکر سیدیکی جاکیته، معروف به «تومبا» از ناحیه سر هدف گلوله قرار گرفت و به شدت زخمی شد.